# West Feliciana Parish
Das West Feliciana Parish (frz.: Paroisse de Feliciana Ouest) ist ein Parish im Bundesstaat Louisiana der Vereinigten Staaten. Im Jahr 2020 hatte das Parish 15.310 Einwohner und eine Bevölkerungsdichte von 15,3 Einwohnern pro Quadratkilometer. Bis 2013 verringerte sich die Einwohnerzahl auf 15.406. Der Verwaltungssitz (Parish Seat) ist St. Francisville.

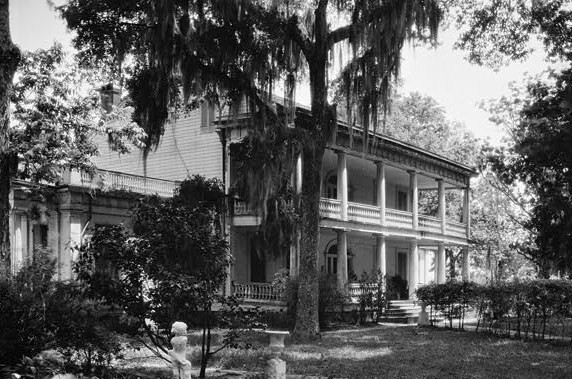
Rosedown Plantation, gelistet im NRHP mit der Nr. 01000765

Das West Feliciana Parish ist Bestandteil der Metropolregion um die Stadt Baton Rouge.

## Geografie
Das Parish liegt östlich des geografischen Zentrums von Louisiana, grenzt im Norden an Mississippi und hat eine Fläche von 1103 Quadratkilometern, wovon 52 Quadratkilometer Wasserfläche sind. Es grenzt an folgende Parishes und Countys:
| Concordia Parish, Avoyelles Parish | Wilkinson County (Mississippi)                   |                       |
| Pointe Coupee Parish               |                                                  | East Feliciana Parish |
|                                    | East Baton Rouge Parish, West Baton Rouge Parish |                       |

## Geschichte
Das Parish wurde nach Maria Feliciana Saint-Maxent, der Frau von Bernardo de Gálvez y Madrid, benannt. West Feliciana Parish wurde 1824 aus Teilen des Feliciana Parish gebildet.
Ein Gebäude des Parish hat aufgrund seiner geschichtlichen Bedeutung den Status einer National Historic Landmark, die Rosedown Plantation. Insgesamt sind 32 Bauwerke und Stätten des Parish im National Register of Historic Places eingetragen (Stand 10. November 2017).

## Bevölkerung
Nach der Volkszählung im Jahr 2010 lebten im West Feliciana Parish 15.625 Menschen in 4007 Haushalten. Die Bevölkerungsdichte betrug 15,6 Einwohner pro Quadratkilometer. In den 4007 Haushalten lebten statistisch je 2,84 Personen.
Ethnisch betrachtet setzte sich die Bevölkerung zusammen aus 52,9 Prozent Weißen, 45,9 Prozent Afroamerikanern, 0,1 Prozent amerikanischen Ureinwohnern, 0,2 Prozent Asiaten sowie aus anderen ethnischen Gruppen; 0,7 Prozent stammten von zwei oder mehr Ethnien ab. Unabhängig von der ethnischen Zugehörigkeit waren 1,4 Prozent der Bevölkerung spanischer oder lateinamerikanischer Abstammung.
16,7 Prozent der Bevölkerung waren unter 18 Jahre alt, 71,2 Prozent waren zwischen 18 und 64 und 12,1 Prozent waren 65 Jahre oder älter. 34,3 Prozent der Bevölkerung waren weiblich. Das Ungleichgewicht in der Geschlechterverteilung resultiert aus der Haftanstalt Angola, deren Insassen bei der Volkszählung zu den sonstigen Bewohnern des Parishs hinzugezählt werden.
Das jährliche Durchschnittseinkommen eines Haushalts lag bei 61.616 USD. Das Pro-Kopf-Einkommen betrug 21.720 USD. 16,6 Prozent der Einwohner lebten unterhalb der Armutsgrenze.

## Ortschaften
Inkorporierte Towns:
| Ort              | Einw. 2010 | Einw. 2013 |
| ---------------- | ---------- | ---------- |
| St. Francisville | 1765       | 1746       |

Von der Volkszählung nicht separat erfasste Unincorporated Communities:

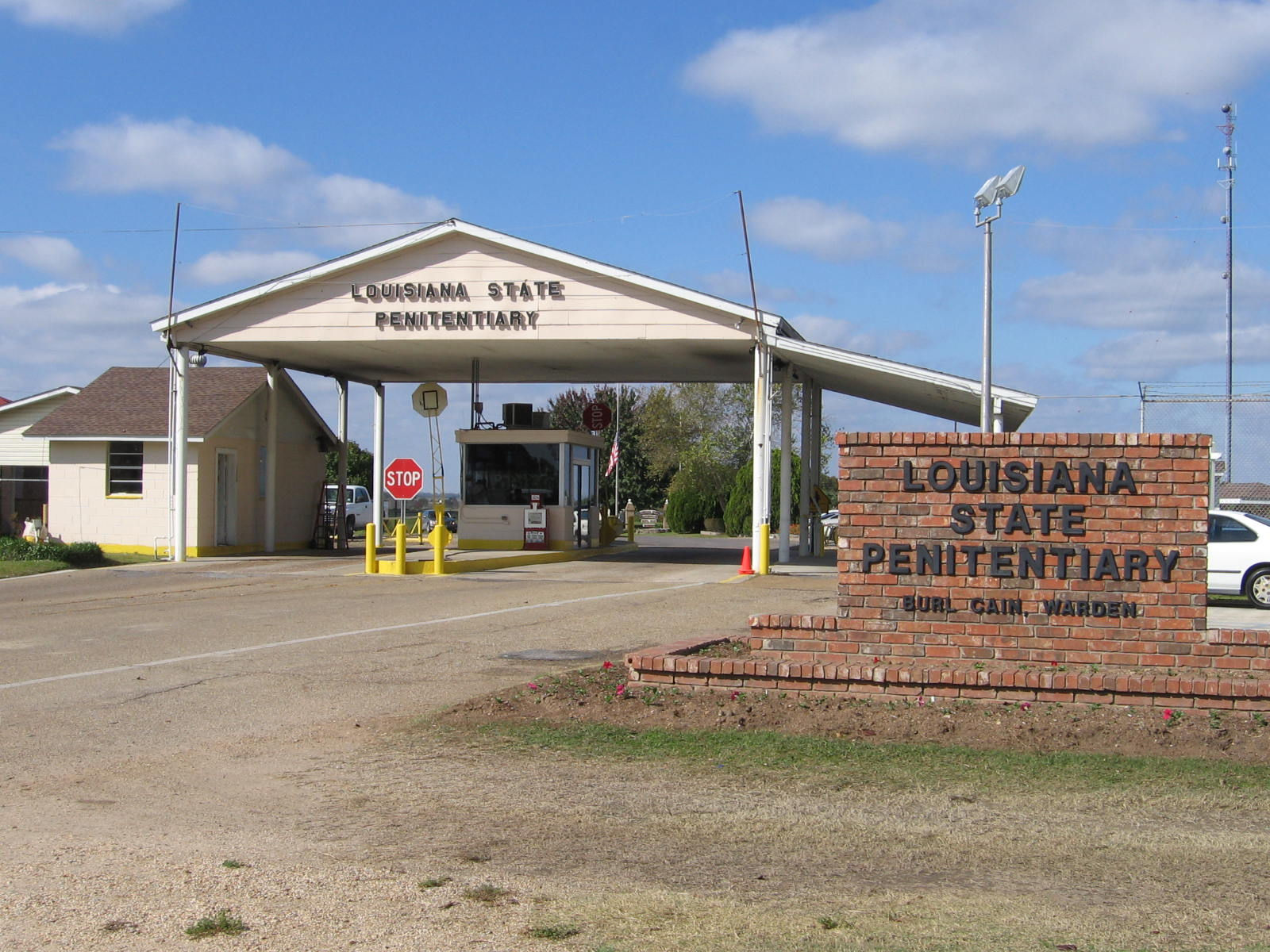
Eingang der Haftanstalt

| - Angola - Alice - Bains - Beachwood - Brake | - Brandon - Elm Park - Flower Hill - Freeland - Hardwood | - Hollywood - Laurel Hill - Plettenberg - Powell - Retreat | - Riddle - Rogillioville - Rosebank - Solitude - Spillman | - Starhill - Tunica - Turnbull - Wakefield - Weyanoke |

## Haftanstalt
Auf einer Halbinsel des Mississippi im Nordwesten des Parishs liegt mit dem Louisiana State Penitentiary das auch Angola oder The Farm genannte Staatsgefängnis von Louisiana. Die Haftanstalt ist das größte Hochsicherheitsgefängnis der USA.

## Gliederung

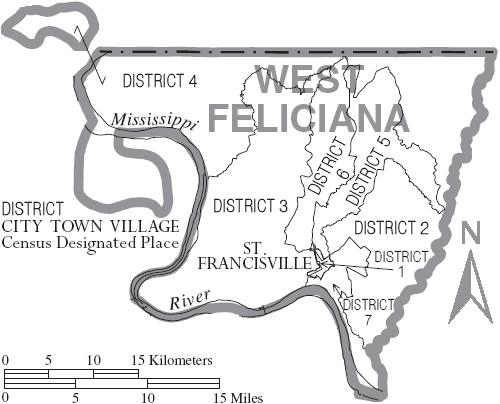
Karte des West Feliciana Parishes

Das West Feliciana Parish ist in sieben durchnummerierte Distrikte eingeteilt:
| Distrikt | Einwohner (2010) | FIPS     |
| -------- | ---------------- | -------- |
| 1        | 1360             | 22-94159 |
| 2        | 2619             | 22-94363 |
| 3        | 1632             | 22-94546 |
| 4        | 6268             | 22-94723 |
| 5        | 1258             | 22-94921 |
| 6        | 1616             | 22-95082 |
| 7        | 872              | 22-95232 |